# Piazza del Popolo

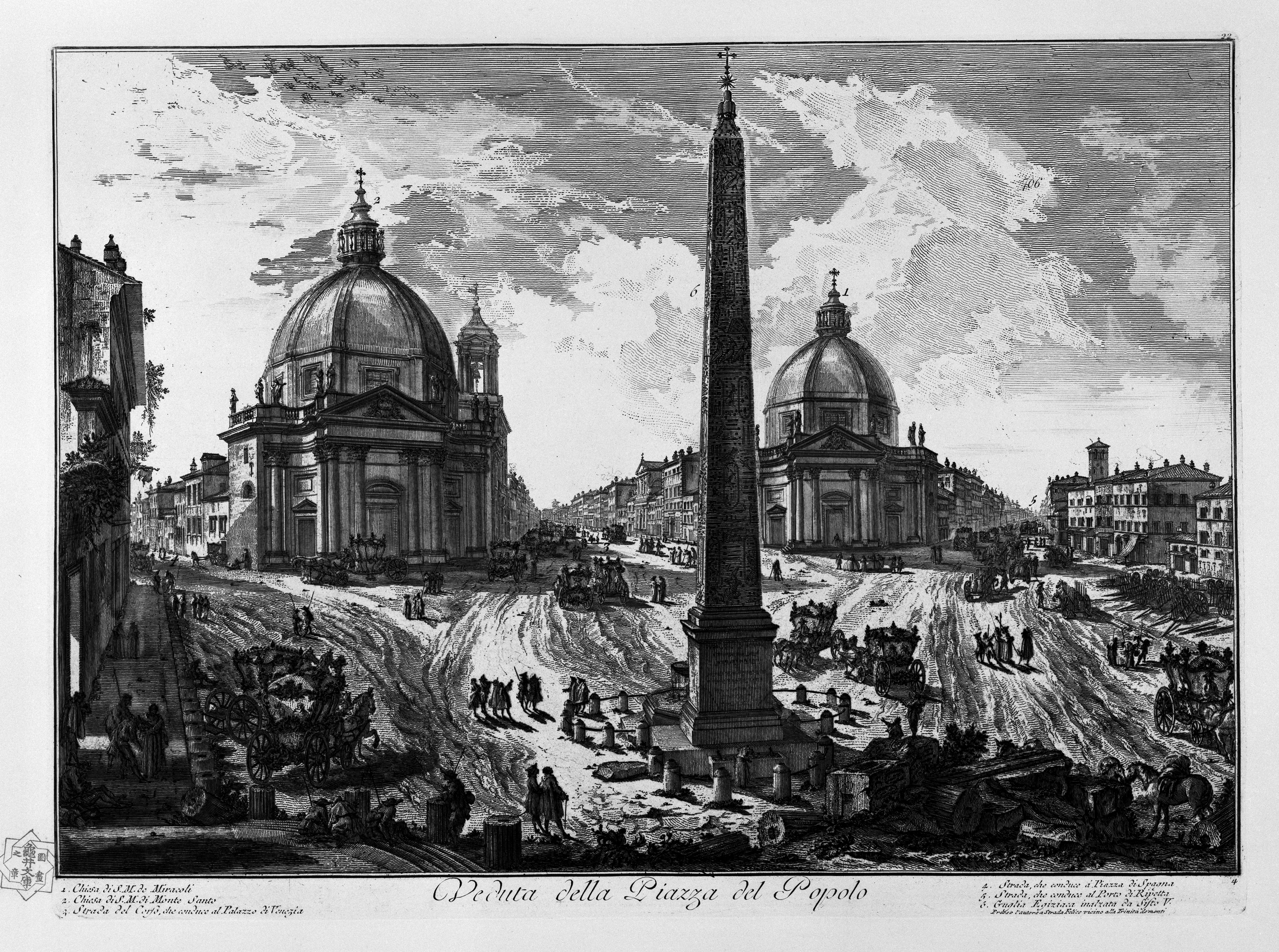
El «tridente» de la Piazza del Popolo en un grabado de Gianbattista Piranesi.

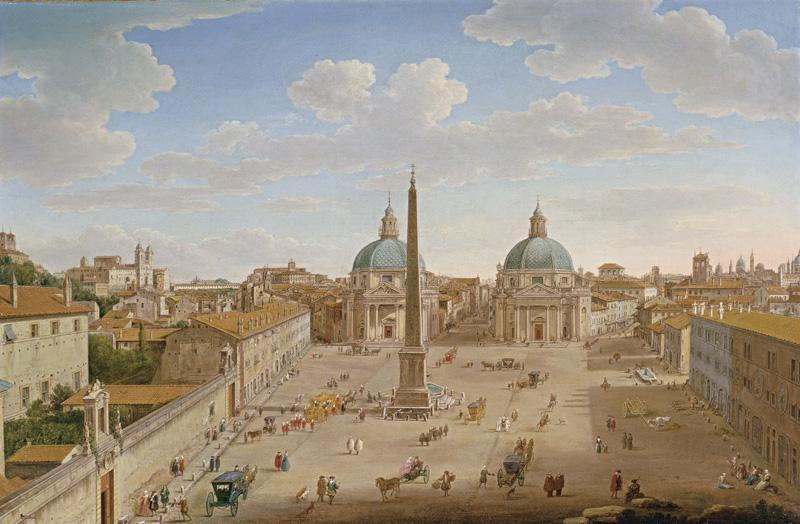
La Piazza del Popolo en 1750, antes de la intervención de Valadier.

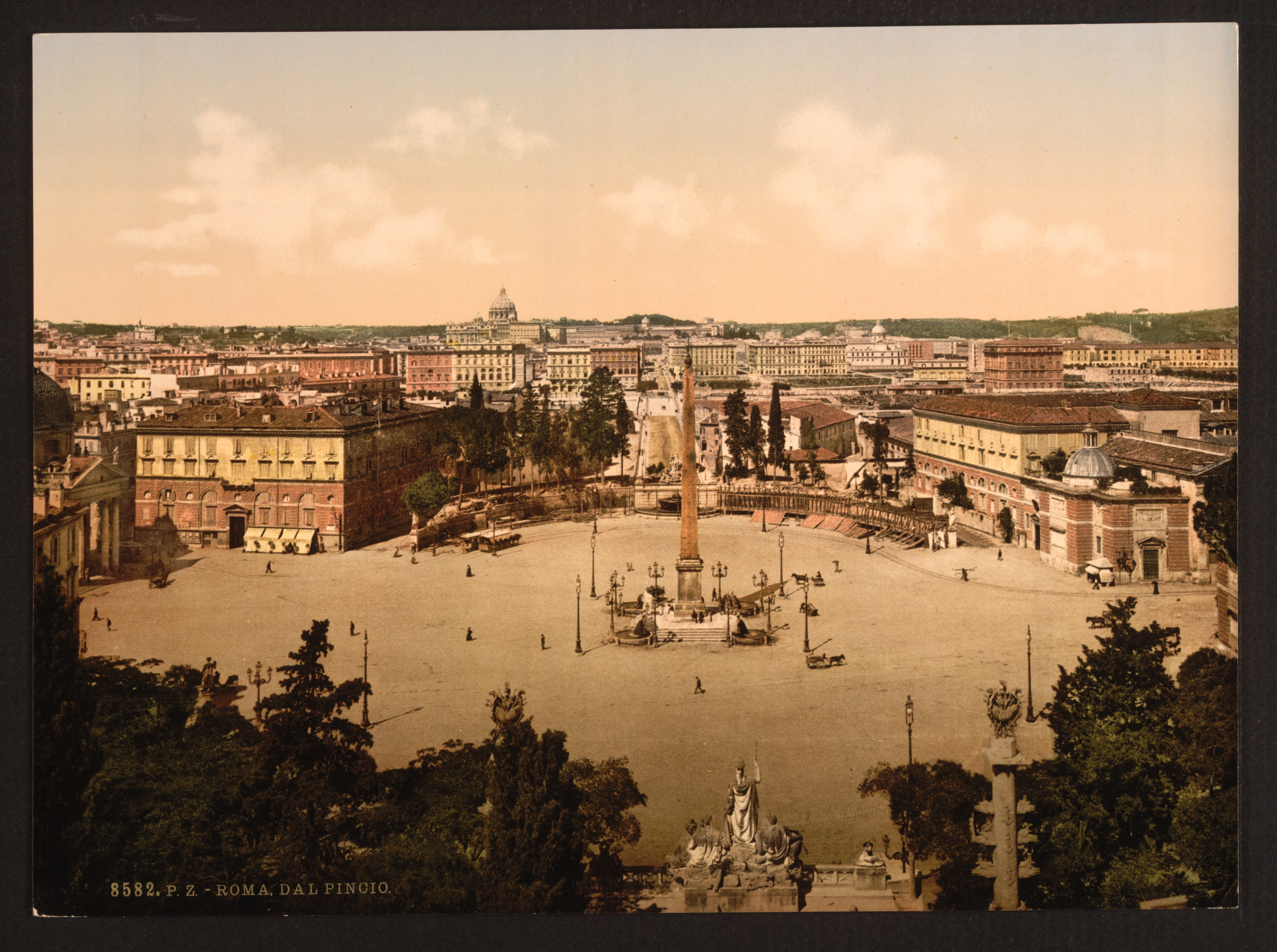
La plaza vista desde el Pincio entre 1890 y 1900.

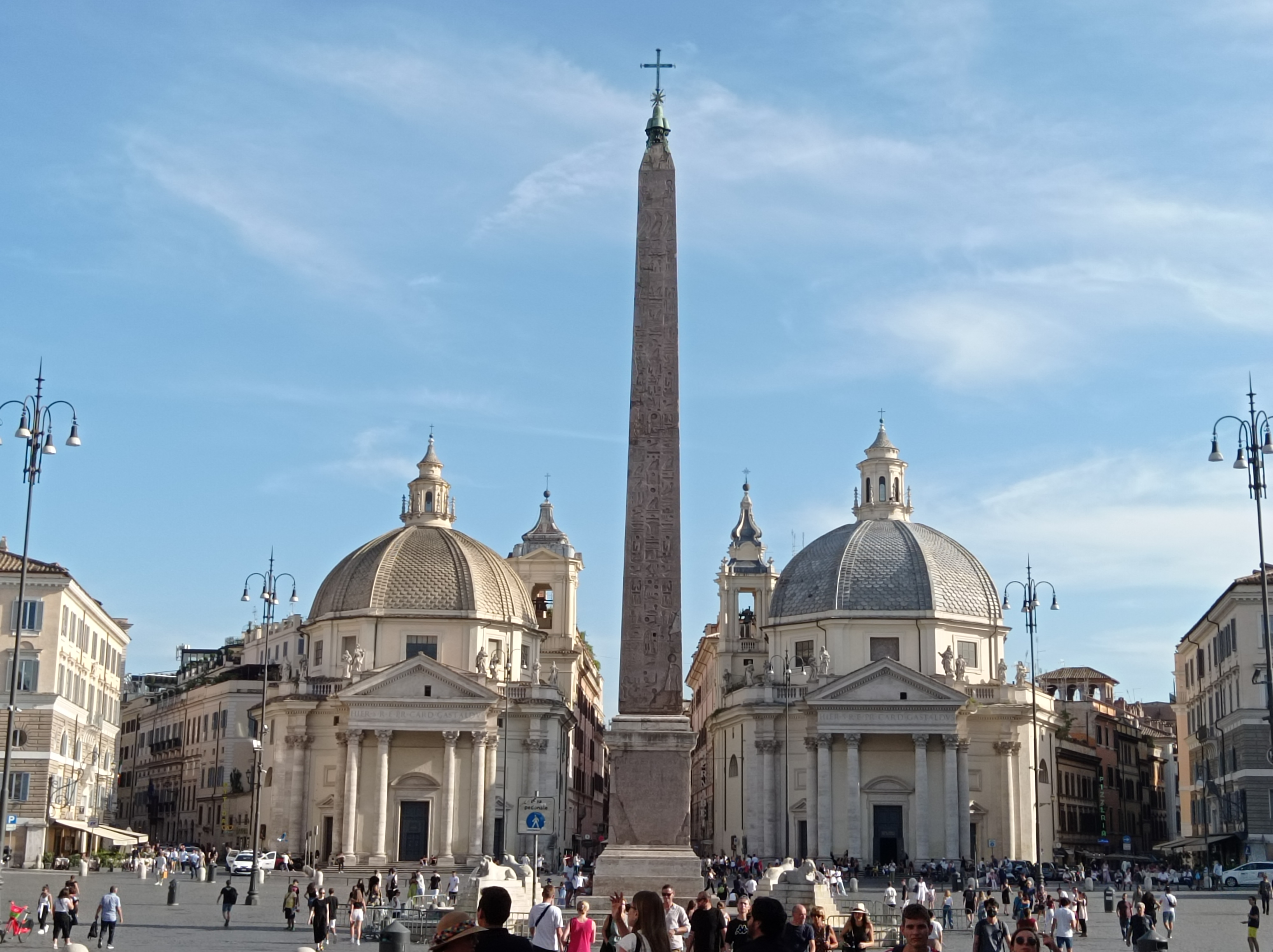
Las «iglesias gemelas»: a la izquierda, Santa Maria in Montesanto; a la derecha, Santa Maria dei Miracoli.

La Piazza del Popolo (traducido al español: Plaza del Pueblo) es una de las plazas más célebres de Roma, Italia, situada a los pies del Pincio.

## Historia
El origen del nombre de la plaza es incierto: una etimología sostiene que popolo procede del latín populus (álamo), sobre la base de la tradición que afirma que había en la zona un bosque de álamos perteneciente a la cercana tumba de Nerón. Es una noticia histórica, sin embargo, que el papa Pascual II hizo construir cerca de las murallas una capilla a expensas del pueblo (popolo) romano (sobre la cual se construiría posteriormente la actual basílica de Santa María del Popolo): del pueblo era la Virgen, y del pueblo sería la plaza.

## Arquitectura
La plaza y la puerta homónima son un magnífico ejemplo de «estratificación» arquitectónica, un fenómeno que se ha producido gracias a las continuas alternancias de pontífices, que ordenaban modificaciones o renovaciones de las obras arquitectónicas y urbanísticas.
En la plaza hay tres iglesias. La más antigua es la basílica de Santa María del Popolo, situada al lado de la puerta homónima. Fue construida en el siglo xi por el papa Pascual II sobre el sepulcro de los Domizi, donde fue enterrado Nerón, pero posteriormente fue reconstruida entre 1472 y 1477, durante el pontificado de Sixto IV, por Baccio Pontelli y Andrea Bregno, que le dieron un aspecto esencialmente renacentista. Entre 1655 y 1660 el papa Alejandro VII decidió restaurar la iglesia con un aspecto más enérgico, y encargó las obras a Gian Lorenzo Bernini, que la confirió un claro estilo barroco que se puede apreciar todavía en la actualidad. La iglesia alberga cuadros de gran importancia: hay obras maestras de Caravaggio como la Conversión de san Pablo y la Crucifixión de san Pedro, además de varios frescos de Pinturicchio y la Asunción de Annibale Carracci, junto con las estructuras de Rafael Sanzio y de Bramante y dealgunas esculturas de Andrea Bregno y del propio Gian Lorenzo Bernini, como el magnífico órgano sostenido por dos ángeles de bronce.
Entre 1562 y 1565 Nanni di Baccio Bigio, por encargo del papa Pío IV (Médici), realizó la fachada exterior de la Porta del Popolo. Posteriormente, en 1655, el papa Alejandro VII (Chigi) encargó a Gian Lorenzo Bernini las obras para remodelar la fachada interior y la cornisa superior de la puerta.

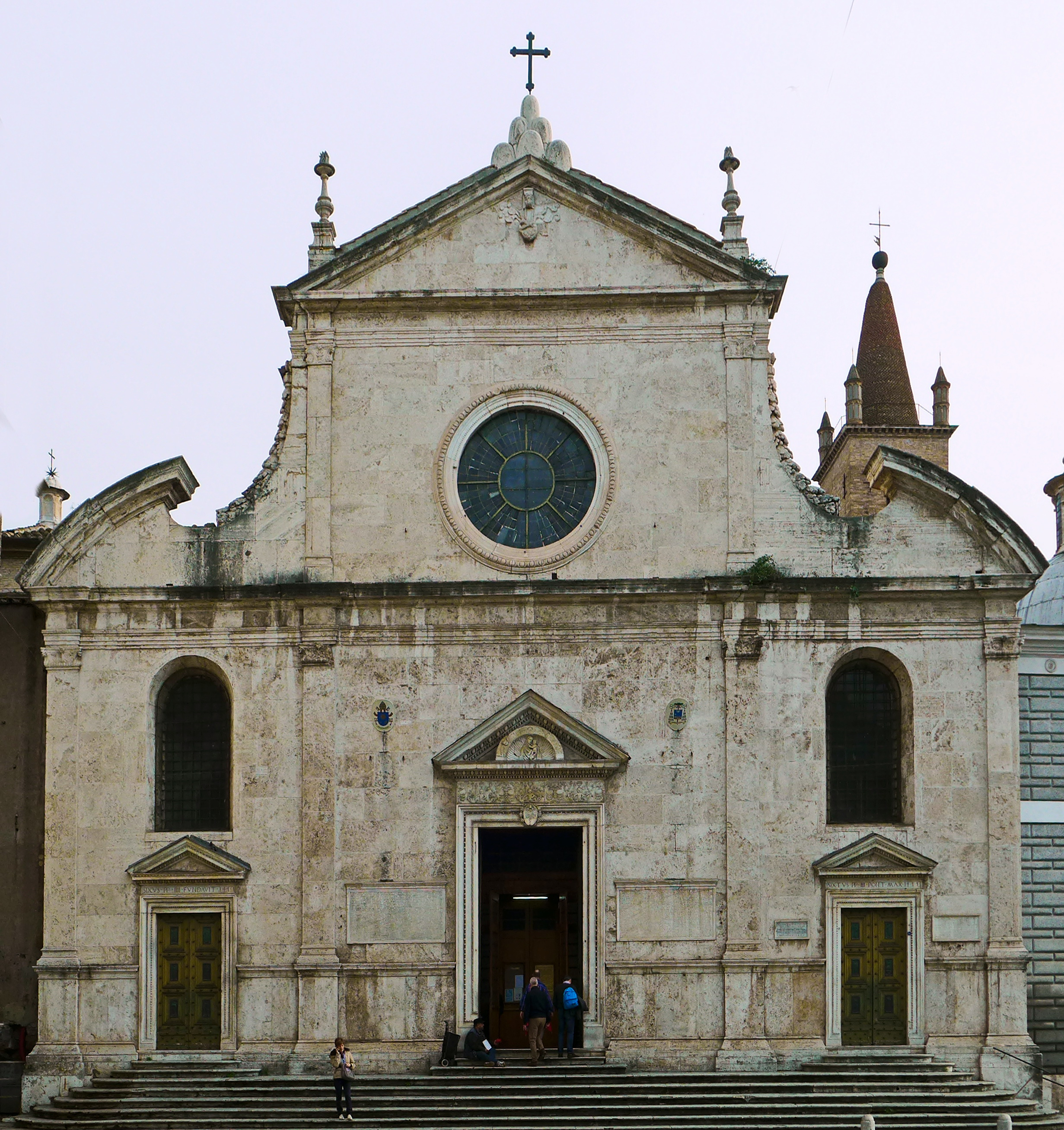
La basílica de Santa María del Popolo.

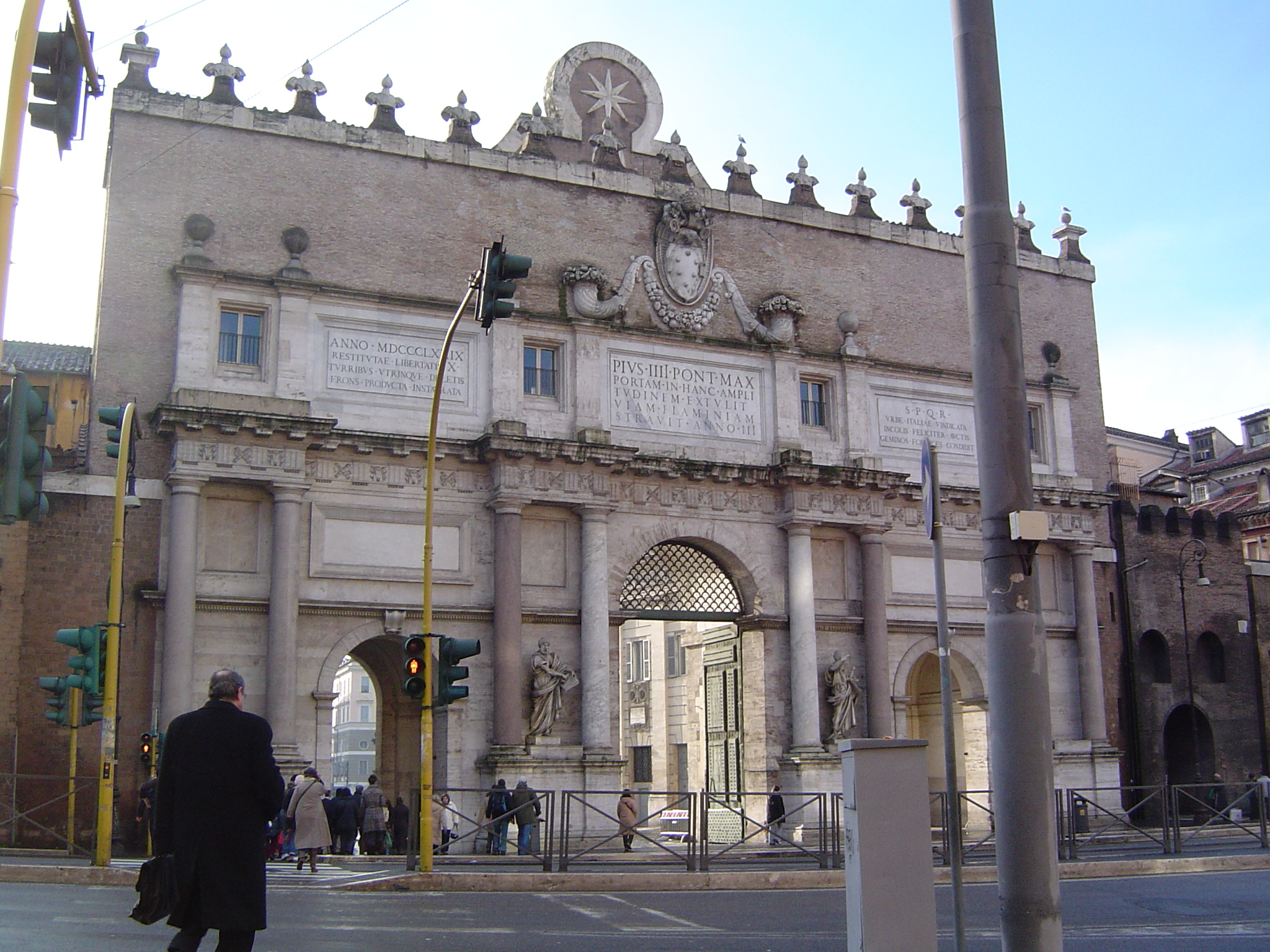
La Porta del Popolo.

En 1573, el papa Gregorio XIII (Boncompagni) colocó en el centro de la plaza una fuente de Giacomo della Porta, una de las dieciocho nuevas fuentes proyectadas tras la restauración del Aqua Virgo. En 1589, el papa Sixto V (Felice Peretti) erigió en el centro de la plaza el gran Obelisco Flaminio, de 24 metros de altura, construido en la época de los faraones Ramsés II y Merenptah (1232-1220 a. C.), llevado a Roma por Augusto y colocado previamente en el Circo Máximo. Domenico Fontana trasladó la fuente de Della Porta al inicio de la Via del Corso.
Las dos «iglesias gemelas», como son llamadas Santa Maria in Montesanto (1675) y Santa Maria dei Miracoli (1678), fueron construidas por voluntad de Alejandro VII, pero las obras terminaron después de la muerte del pontífice (1667). Su construcción renovó profundamente el aspecto de la plaza, y constituyeron los dos polos del Tridente, formado por la Via del Corso, la Via del Babuino y la Via di Ripetta. Los dos edificios, que confieren a la plaza un aspecto barroco, fueron iniciados por Carlo Rainaldi y completados por Gian Lorenzo Bernini con la colaboración de Carlo Fontana.
La forma de la plaza no asumió su conformación actual hasta finales del siglo xix. Previamente era una modesta plaza de forma trapezoidal, que se ensanchaba hacia el Tridente. En el momento de la ocupación napoleónica, el aspecto arquitectónico y urbanístico de la plaza fue revisado por el arquitecto neoclásico Giuseppe Valadier, que ya en 1793 había presentado un proyecto que proponía disponer dos cuarteles de caballería a ambos lados de la plaza. Sin embargo, tras la primera invasión de Napoleón (que entró en Roma en 1798 y posteriormente en 1809), los franceses impusieron a Valadier un proyecto de «villa y paseo público», que no pudo ser realizado porque no tenía en cuenta los desniveles del terreno entre el Pincio y la plaza. Tras un segundo proyecto que presentaba el mismo problema, las obras de remodelación se encargaron al arquitecto Berthault, pero tan pronto como los franceses salieron de Roma fue de nuevo Valadier quien realizó el proyecto definitivo. Gracias a su intervención, la plaza asumió su actual forma elíptica en la parte central, completada con una doble exedra, decorada con numerosas fuentes y estatuas, que se extienden hasta la terraza del Pincio y hacia el río Tíber. En 1818 Valadier también retiró la antigua fuente de Giacomo Della Porta, que durante el pontificado de León XII (1822-1829) fue sustituida por una nueva estructura. Valadier continuó su obra de renovación en la zona de las laderas del Pincio, conectando la Piazza del Popolo y la colina con amplias rampas, adornadas con árboles y paseos, que se completaron en 1834. La terraza del Pincio se convirtió así en uno de los paseos más célebres de Roma, frecuentado por el pueblo, la burguesía, la nobleza, el alto clero y por los mismos pontífices.

## Las fuentes
En 1823 Valadier sustituyó la antigua fuente de Giacomo Della Porta con una estructura completamente nueva. Retomando quizá una idea que había sido ya del papa Sixto V cuando encargó a Giacomo Della Porta la edificación de la fuente central, colocó en las cuatro esquinas del obelisco otros tantos leones de mármol de estilo egipcio (en armonía con los orígenes del propio obelisco), de cuyas fauces salen chorros de agua que precipitan en un estanque, dispuesto sobre una breve escalinata sobre la cual descansa todo el monumento.

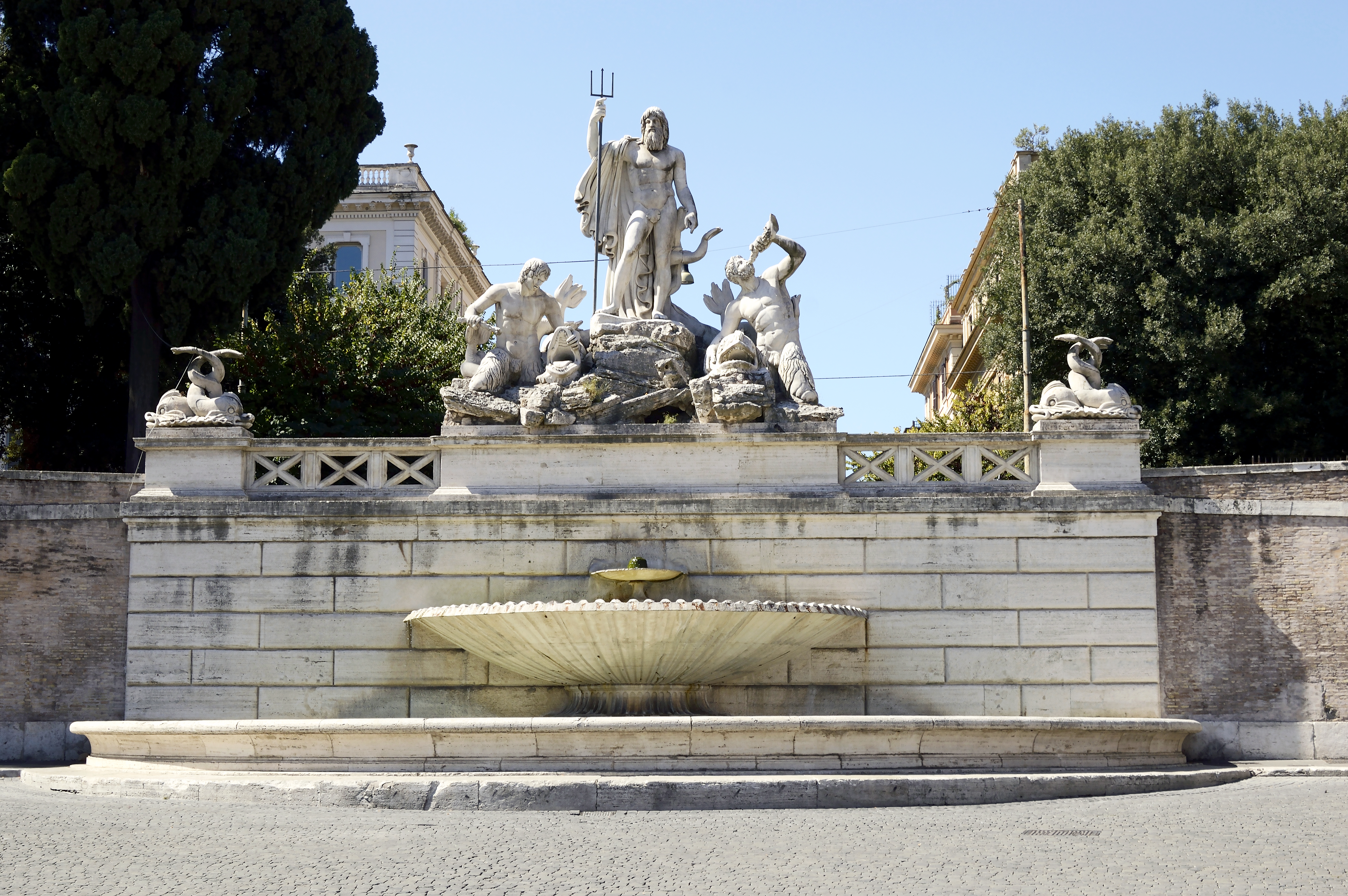
La fuente de Neptuno.

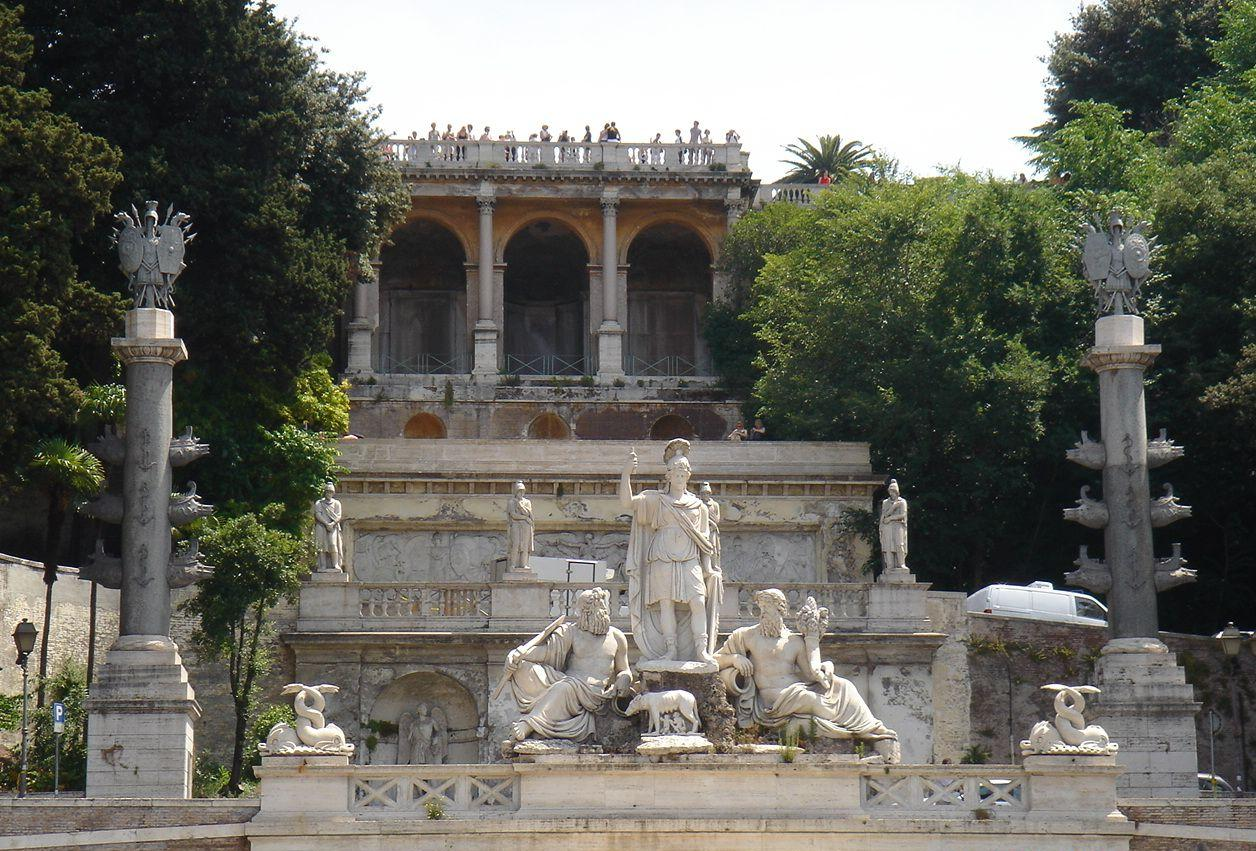
La fuente de la diosa Roma y la terraza del Pincio.

Poco después realizó también otras dos fuentes casi gemelas, colocándolas en el centro de las paredes curvas que delimitan la elipse de la plaza. La estructura de las dos fuentes es igual: un amplio estanque al nivel de la calle forma la base de un muro de la misma longitud que el diámetro del estanque, en el cual el agua se desborda de una cuenca semicircular con forma de concha apoyada en el propio muro, que a su vez se llena por el agua que sale del muro y llena otra cuenca pequeña. En la cima del muro de cada fuente, en cada extremo, hay una pareja de delfines con las colas retorcidas, mientras que el grupo de estatuas en el centro constituye la única diferencia entre las dos obras. En la fuente occidental, la del lado del Tíber, hay sobre un grupo de rocas una estatua de Neptuno flanqueada por dos tritones con otros tantos delfines. En la oriental, la del lado del Pincio, el grupo de rocas sostiene la estatua de la diosa Roma, flanqueada por las estatuas sentadas del Tíber y del Aniene, entre las cuales, a los pies de la diosa Roma, la loba capitolina amamanta a los gemelos Rómulo y Remo.
También la rampa de conexión entre la plaza y el Pincio estaba decorada por una fuente majestuosa más por sus dimensiones que por su valor artístico. En la parte intermedia de la subida, prácticamente detrás de la «diosa Roma», Valadier realizó una estructura compuesta por dos elementos diferentes, uno sobre el otro. En la mitad superior hay tres grandes hornacinas, delimitadas por columnas sobre altas pilastras que parecen sostener la balconata de la conocida terraza que, desde el Pincio, mira hacia la plaza. En el interior de las hornacinas el agua cae desde arriba como en una cascada. La mitad inferior, ligeramente más avanzada respecto a las hornacinas superiores, está constituida por un muro en el cual se abren, en correspondencia con las superiores, tres hornacinas más pequeñas, dotadas cada una de ellas de una pequeña cuenca de recogida del agua.

## Últimas intervenciones
Entre 1878 y 1879 se demolieron las dos torres laterales que servían para fortificar la Porta del Popolo, que en esa época tenía todavía un solo arco, y se añadieron los dos arcos laterales, más pequeños. Tras la toma de Roma, se realizó una nueva vía de acceso a la plaza, adornada con jardines laterales, calles y escaleras, detrás de la exedra hacia el río, tras la construcción del Ponte Margherita (1886-1891). La última intervención estructural relevante se produjo en la época fascista, en 1936, cuando se inauguró la exposición del renovado Aqua Virgo en la gran hornacina bajo la terraza del Pincio.
En la actualidad, la Piazza del Popolo es una amplia zona peatonal de unos 16 000 m², lugar de celebración de eventos públicos importantes: su capacidad la permite albergar hasta 65 000 personas. Aquí también tiene su sede el comando regional de los Carabineros del Lacio en el cuartel dedicado a Giacomo Acqua, un antiguo convento agustiniano, que fue posteriormente –en 1870– la primera sede de los Reali Carabinieri dei Savoia.